# Moliets-et-Maa
Moliets-et-Maa (gaskonsko Moliets e Mar) je naselje in občina v francoskem departmaju Landes regije Akvitanije. Naselje je leta 2009 imelo 888 prebivalcev.

## Geografija
Kraj leži v pokrajini Gaskonji 34 km severozahodno od Daxa. 2,5 km zahodno, na obali Biskajskega zaliva, se nahaja letovišče Moliets-Plage.

## Uprava
Občina Moliets-et-Maa skupaj s sosednjimi občinami Angresse, Azur, Magescq, Messanges, Saint-Geours-de-Maremne, Seignosse, Soorts-Hossegor, Soustons, Tosse in Vieux-Boucau-les-Bains sestavlja kanton Soustons s sedežem v Soustonsu. Kanton je sestavni del okrožja Dax.

## Zanimivosti
- cerkev Notre-Dame de Moliets,
- cerkev sv. Fabjana, Sebastjana in Lovrenca, Maa;